# Monte Yamaska
Monte Yamaska (en francés: Mont Yamaska) es parte de las Colinas de Montérégie en el sur de la provincia de Quebec al este de Canadá. Su cima se encuentra a 411 m (1.348 pies) sobre el nivel del mar. Esta montaña esta en gran parte cubierta de bosque caducifolio. Algunos huertos de manzanos se observan en las laderas más bajas.
El Monte Yamaska está compuesto por rocas ígneas y rocas córneas. La roca ígnea es mayormente máfica con mucho gabro, essexite, y una piroxenita rica en titanio.
Está ubicado en Saint-Paul-d’Abbotsford en el municipio regional de condado de Rouville.